# Splinter (альбом Sneaker Pimps)
Splinter — другий альбом гурту «Sneaker Pimps», випущений навесні 1999 року, лейблом Clean Up Records.

## Композиції
1. «Half Life»
2. «Low Five»
3. «Lightning Field»
4. «Curl»
5. «Destroying Angel»
6. «Empathy»
7. «Superbug»
8. «Flowers and Silence»
9. «Cute Sushi Lunches»
10. «Ten to Twenty»
11. «Splinter»
12. «Wife by Two Thousand»

бонуси на японському виданні
1. «Diving»
2. «Unattach»

## Інформація
- Мастеринг — Howie Weinberg
- Мікс — Mark Stent
- Фото — Collier Schorr
- Продюсери — Line of Flight
- Бек-вокал — Сара Макдонелл, С'ю Денім
- Автори всіх композицій — Корнер, Пікерінг, Хоуі
- Записано у Line Of Flight Studios, Лондон
- Мікс зроблено у Olympic Studios, Лондон
- Мастеринг зроблено у Masterdisk Corporation, Нью-Йорк